# 豊臣政権
豊臣政権（とよとみせいけん）は、安土桃山時代の日本における武家政権。豊臣秀吉が、権力を掌握していった1585年（天正13年）または1590年（天正18年）頃に成立したものと見られている。
豊臣氏政権（とよとみしせいけん）・羽柴氏政権（はしばしせいけん）とも言われる。

## 歴史

### 地方政権から
豊臣秀吉は織田信長の武将として所領を拝領し、当初は信長の代官的存在であったが時代を経て独自の知行宛行などの領国経営を行う地方政権へ移行していった。天正元年（1573年）に浅井氏が滅亡すると、秀吉には「江北浅井跡一職」が信長より恩賞として与えられたといわれるが、管轄範囲としては近江国の伊香・浅井・坂田3郡のうち滅亡時の浅井領であり、長浜城を中心に支配を行った。天正9年（1581年）ごろから長浜領は秀吉の養子であった羽柴秀勝が担当した。
天正5年（1577年）10月から秀吉の播磨侵攻が始まり、天正8年（1580年）4月から5月にかけて播磨国が平定されると、赤穂・佐用2郡を除く播磨国の支配権が秀吉に与えられ、黒田孝高が与力から秀吉家臣となるなど、播磨衆が配下に加わった。
この頃、播磨侵攻と同時期に但馬侵攻も始まっており、竹田城には羽柴秀長が城代として配置された。天正8年（1580年）5月には出石城の攻略により但馬が平定され、秀長や宮部継潤、木下昌利らによる支配が始まり、但馬衆が配下に加わった。
天正9年（1581年）10月、秀吉は因幡国鳥取城を攻略し、宮部継潤を城代に置いて支配を開始し、八東郡（鬼ヶ城）に木下重堅、智東郡に磯部康氏・八木重信、巨能郡に垣屋光成、八頭郡に山名氏政、鹿野郡に亀井茲矩、高草郡吉岡に多賀備中の因幡衆を宛った。備前・伯耆についても秀吉は勢力を進めたが、味方となった宇喜多氏などへの処遇は信長が直接行っており、秀吉の直接支配が及ぶのは本能寺の変の後となった。

### 豊臣政権の始期
豊臣政権の始期については諸説がある。

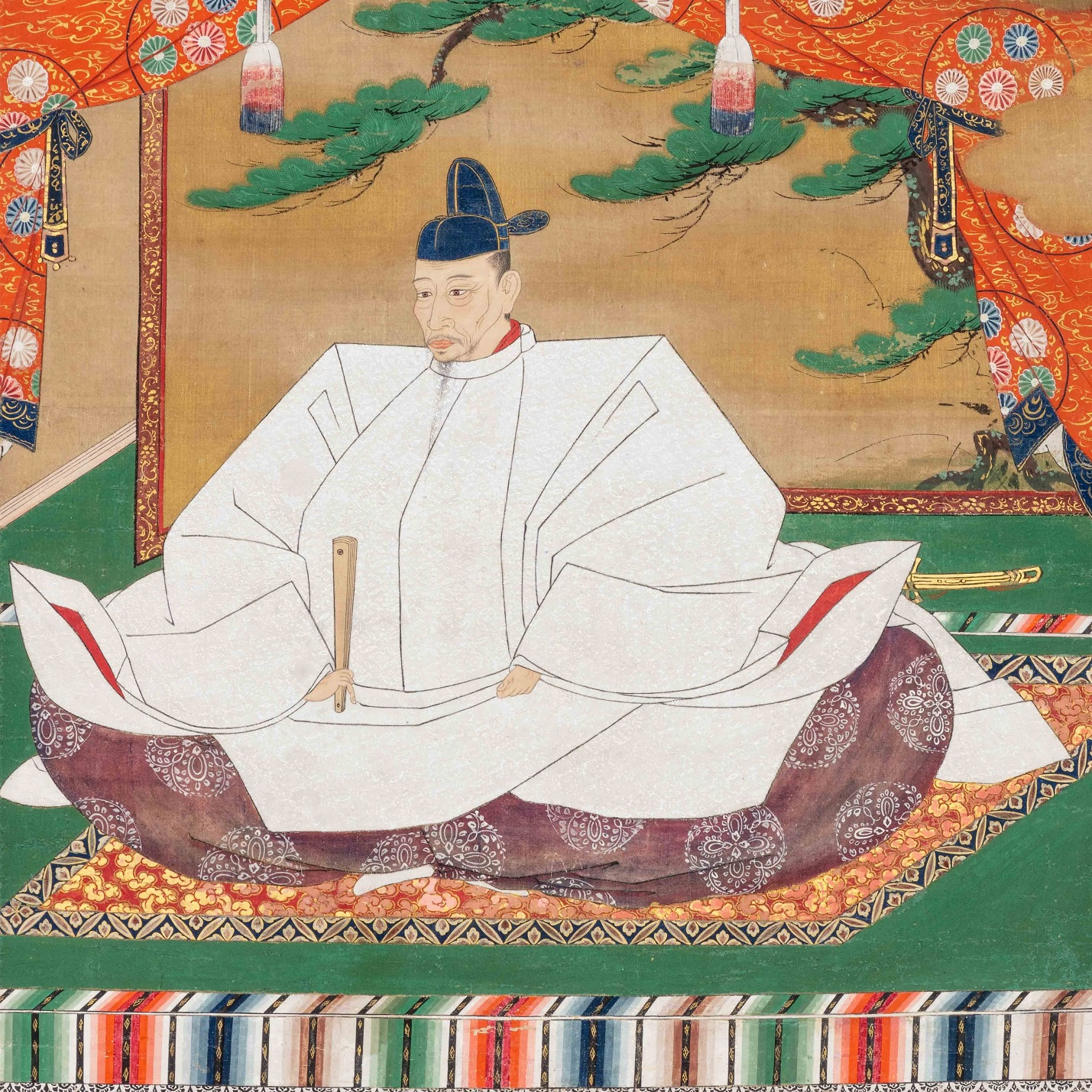
豊臣秀吉

- 天正11年（1583年）5月説 - 朝尾直弘は、秀吉が統一支配者としての自覚を持ち、諸大名の国替・改易を執行し、大坂城の築城と京都掌握によって畿内を支配したことから、賤ヶ岳の戦い直後としている。
- 天正11年（1583年）6月下旬から7月中旬説 - 尾下成敏は、織田信雄が安土城を退いた時期としている。
- 天正13年（1585年）3月説 - 藤田達生は、天正10年（1582年）6月の本能寺の変の後も10月に織田信雄が事実上の家督に就いて織田政権を継続したことから、小牧・長久手の戦いに敗北した信雄が上洛して臣従し、秀吉の官位が上回った時期としている[3]。

### 中央政権へ
天正10年（1582年）6月2日、織田信長が明智光秀によって討たれた（本能寺の変）。このとき、中国方面総司令官として備中にあった信長の家臣羽柴秀吉は、直ちに毛利輝元と講和して軍を東に返して、明智光秀を討った（山崎の戦い）。主君の仇・光秀を討った功績によって発言力を増した。
清洲会議において信長の後継者が話し合われると、柴田勝家が織田信孝（信長の三男）を推薦したのに対し、まだ幼児だった三法師（当時の織田家当主・織田信忠の嫡男、信長の孫）を擁立し、柴田らと対立。会議の結果、三法師を後継者とし、信孝がその後見役につくということで織田政権が継承されることとなった。
ここから秀吉は信長の息子たちを排除していく。まず柴田勝家の息子・勝豊を攻めて降伏させ、信孝を孤立させ、彼から三法師を奪う。これで当主の代理という立場を得た秀吉は、1583年、柴田勝家と織田信孝を賤ヶ岳の戦いにおいて滅ぼし、他の重臣の滝川一益を降した。そして前田利家や金森長近らを味方に引き入れる。
これに不満を持った織田信雄（信長の次男）が、天正12年（1584年）に信長の盟友であった徳川家康と結んで、反秀吉の兵を挙げる。兵力的には秀吉軍が優勢であったが、家康の戦術の前に秀吉軍は小牧・長久手の戦いで局地的に敗れた。しかしその後、織田信雄は秀吉の兵力に圧迫され、家康に相談なく秀吉と単独講和してしまう。これにより家康も秀吉と戦うための大義名分を失い、ひとまず秀吉と和睦した。
天正13年（1585年）、秀吉は前年・前々年の戦いで常に自らの背後を脅かした紀伊の諸勢力（紀州攻め）、四国の長宗我部元親（四国平定）を相次いで攻略した。
同年7月、秀吉は二条昭実と近衛信輔との間で朝廷を二分していた関白相論に介入して、正親町天皇に関白に任じられ、翌年には豊臣姓も下賜された。これは、秀吉が朝廷から天下の実力者として認められ、朝廷から政治を委任されたことを意味している。この時点で秀吉の権力は主家の織田家を越え、事実上の豊臣政権が誕生したと解釈される。

### 全国統一
天正13年（1585年）、佐々成政の越中を攻め、織田信雄を家臣として従軍させる。
天正14年（1586年）、秀吉は徳川家康を上洛させ、臣従させようと試みていた。なかなか従わない家康に対し、秀吉は生母の大政所を人質として家康のもとへ送った。上洛した際の家康の身の安全を保障する一方、母の身に何かあれば家康討伐の大義名分が立つわけである。こうした策の前に、家康も遂に上洛して秀吉に臣従せざるを得なくなった。なお、この頃には越後の上杉景勝、安芸の毛利輝元らも秀吉に臣従することを誓っていた。また豊後の大友義統も隠居の父・義鎮に上坂してもらい秀吉に臣従を誓う。そして天正15年（1587年）には九州を席捲しつつあった薩摩の島津義久を、惣無事令に違反したとして討ち、屈服させ（九州征伐）、西国は完全に豊臣氏の支配下に入った。
天正18年（1590年）、惣無事令に違反した北条氏政・北条氏直親子を、23万人の兵力を動員して攻略（小田原征伐）。この時に東北の伊達政宗や最上義光らにも臣従を誓わせ（奥州平定）、天下統一した。豊臣政権が日本全国に威令が及ぶ日本の統一政権として成立したのである。
天下が統一されたという実情に関しては、葛西・大崎一揆と南部氏の内乱である九戸政実の乱などに見られる。秀吉はこれら乱の鎮圧に蒲生氏郷・石田三成らを大将に6万人の軍勢を奥州の僻地に派遣している。これは室町幕府第8代将軍・足利義政以来の幕府にはできなかったことであり、秀吉による天下統一が成った結果であると判断できる。これは九州においても同様で、肥後国人一揆と梅北一揆に対して徹底的な鎮圧と関係者の処分を行っている。
一方で、初期の功臣たちですら厳しい処置が執られるようになった。信長家臣時代の秀吉を支えた神子田正治・尾藤知宣はそれぞれの過失により勘気を被って追放されていたが、神子田正治は天正15年（1587年）に自害を命じられ、首は京都一条戻橋に晒された。尾藤知宣も天正18年（1590年）に処刑された。両名ともに秀吉の権威を損なう放言をした者であり、特に関白宣下以後、秀吉は家臣が秩序を乱す振る舞いをすることを許さなかった。

### 文禄の役
全国統一を達成した秀吉は、文禄元年（1592年）、明の征服を目指して、全国諸大名に朝鮮への出兵を命じた（文禄の役）。倭寇や女真族との紛争以外本格的な戦争経験がない朝鮮正規軍を、戦国時代を経て大量の鉄砲を装備した日本軍が圧倒し連戦連勝を重ね、また体制に不満があった民衆の一部の協力もあり、王都漢城や平壌を次々と占領するなど朝鮮領土の大部分を占領した。
文禄2年（1593年）になると、朝鮮に明軍が本格的に来援し攻勢に出る。明・朝鮮軍は平壌を抜き漢城に迫ったが、日本軍は碧蹄館の戦いでこれを撃破する。以後戦線は膠着し、日本軍は兵糧不足に陥り、明軍は数万匹の馬が餓死するなど、双方が兵站に苦しむこととなると、講和交渉が開始され休戦に入った。

### 秀次事件

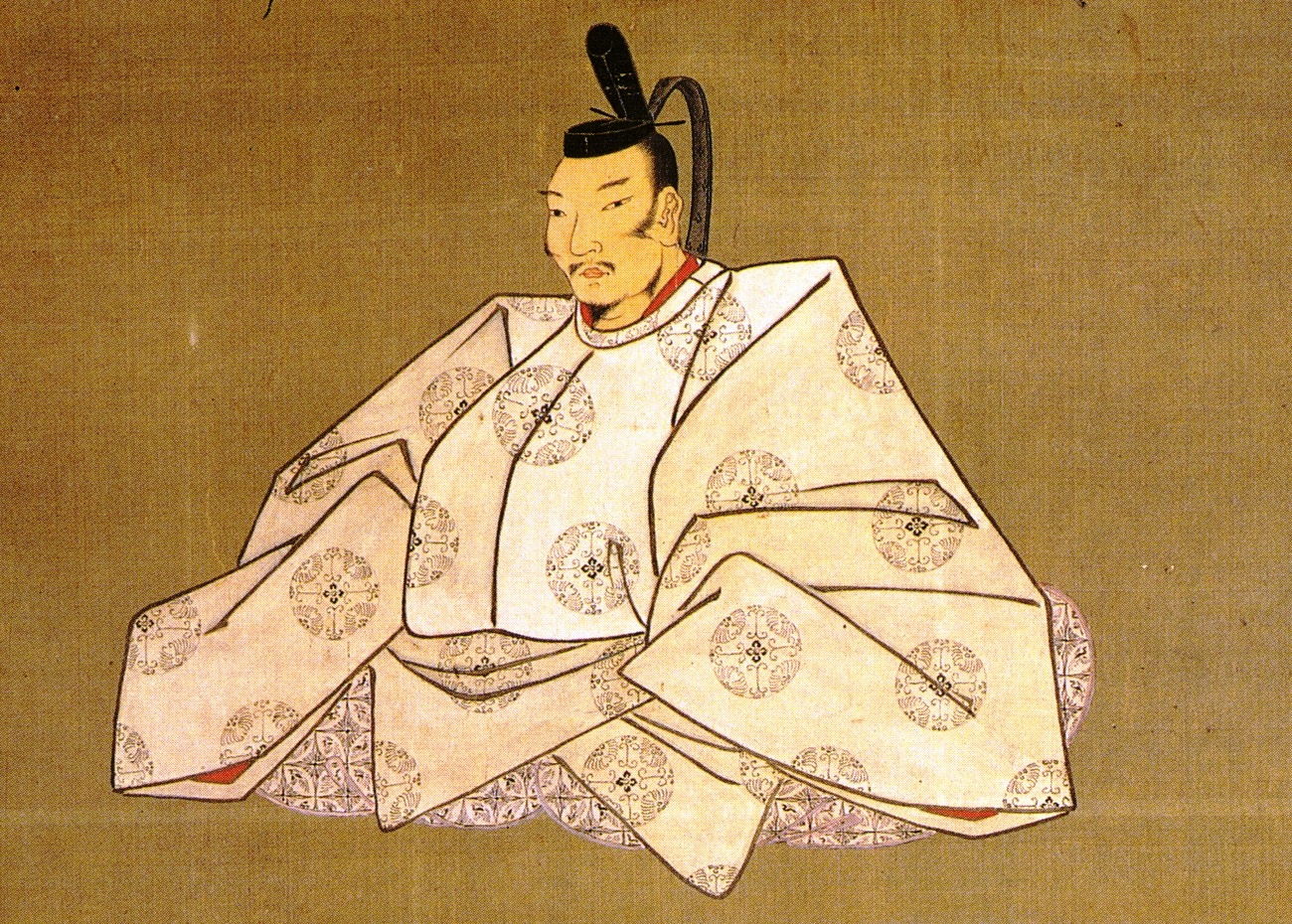
豊臣秀次

文禄2年（1593年）に、秀吉に実子の豊臣秀頼が生まれた。秀吉はすでに実子の誕生をあきらめて、養子の豊臣秀次（秀吉の甥）を後継者に指名していたが、文禄4年（1595年）に謀反の容疑で秀次に切腹を命じ、また秀次の一族を処刑にした。これは秀吉が秀頼を後継者にするためだったともいわれている。
この秀次事件がもたらした政治危機を克服するため、豊臣秀吉は、有力大名が連署する形で「御掟」五ヶ条と「御掟追加」九ヶ条を発令して政権の安定を図った。この連署を行なった六人の有力大名、徳川家康・毛利輝元・上杉景勝・前田利家・宇喜多秀家・小早川隆景が、豊臣政権の「大老」であると、後世みなされることになった。

### 慶長の役と秀吉の死
石田三成、小西行長らによって進められていた明との講和は決裂し、慶長2年（1597年）には再び、一部駐屯中の朝鮮に出兵が行なわれた（慶長の役）。『浅野家文書』によると、この再出兵の目的は赤国（全羅道）を残らず成敗し、余力をもって青国（忠清道）その他を討つこととされている。日本軍は、漆川梁海戦で朝鮮水軍を壊滅させると進撃を開始し、全羅道の道都全州を占領、忠清道の稷山で明軍と交戦（稷山の戦い：双方とも自軍の勝利と記録）した後、京畿道の安城・竹山まで進撃した。日本軍は約2ヶ月で全羅道、忠清道を席巻し、京畿道への進出を果たして目的を達すると、拠点となる城郭（倭城）建設のために朝鮮半島南岸に撤収し、各地に新たな城の築城を開始する。その中で最も東端に位置する蔚山城が未完成のまま、年末から翌慶長3年（1598年）初めにかけて明・朝鮮軍の攻撃を受けるが撃退に成功する（第一次蔚山城の戦い）。
9月末から10月初めにかけて明・朝鮮軍は攻勢をかけ、日本軍の順天城、泗川城、蔚山城を攻撃したがすべて撃退した。特に泗川城では島津義弘が明・朝鮮軍を大破した（泗川の戦い）。
明・朝鮮軍の攻勢を撃退した日本軍であったが、既に8月18日に秀吉は死去していた（享年62）。秀吉という中核を失って不安定化した豊臣政権は、対外戦争を継続できるような状況にはなく、10月になって朝鮮からの帰国命令が発せられた。帰国段階で明・朝鮮水軍の妨害を受け、露梁海戦を戦うことになるが、11月末までに全軍帰国を果たした。

### 秀吉没後の体制

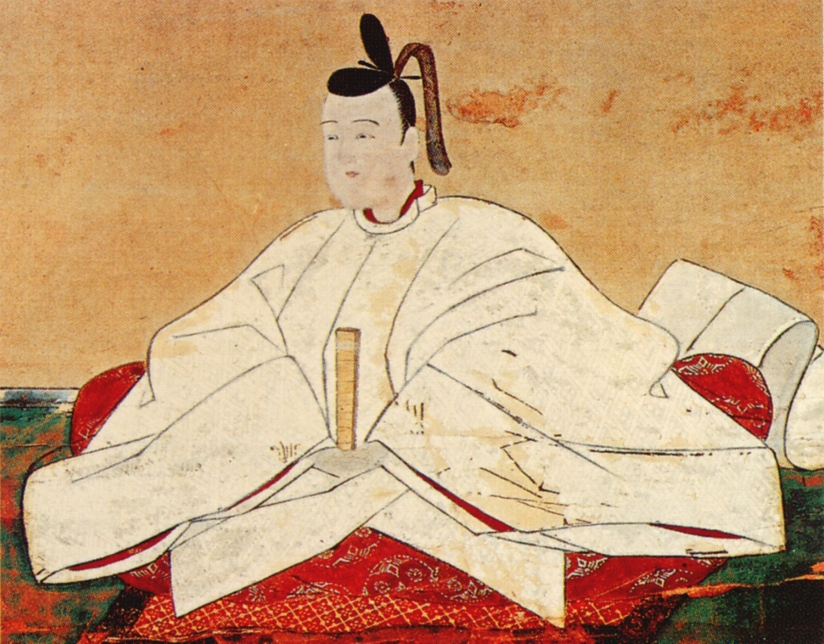
豊臣秀頼

秀吉の死後、豊臣氏は秀吉の嫡男である秀頼が継いだ。秀頼はわずか6歳だったため、豊臣氏内部で秀吉の晩年からすでに発芽していた加藤清正、福島正則ら武功派と石田三成、小西行長らによる文治派の対立が表面化し、豊臣家臣団は分裂する。さらに毛利輝元と、五奉行のうち浅野長政を除く四奉行が誼を結び、また朝鮮に出兵せず戦力を消耗しなかった徳川家康は、伊達政宗らと無断で婚姻を結ぶ（双方共、秀吉によって禁止されていた）など、豊臣政権は急速に乱れ始める。
慶長4年（1599年）には、秀頼の後見人として豊臣政権を支えていた前田利家が死去する。利家の死によって家康に単独で対抗できる大名はいなくなり、家康は次第に政権を掌握するようになる。一方、石田三成は、毛利輝元・宇喜多秀家・上杉景勝らと組んで家康を倒そうと試みるが、慶長5年（1600年）9月の関ヶ原の戦いにおいて、三成ら西軍は敗れた。
関ヶ原の戦いの戦後処理で西軍の三成ら主だった者は処刑もしくは改易され、全国にあった222万石の約4分の3が削減された豊臣家の領地は摂津・河内・和泉の3カ国、65万石に減少した。これは関ヶ原の戦後処理で諸大名の領地替えを行った際に、家康が豊臣家の蔵入地を分配してしまったためである。また、豊臣家の財源を担っていた石見銀山、生野銀山は家康の直轄領になり、長崎奉行や堺奉行も家康譜代の家臣が就任していった。もっとも、全ての蔵入地が直ちに消滅した訳ではなく、豊臣恩顧である加藤清正の領国であった肥後国には関ヶ原の戦い以降も3万石の蔵入地が（少なくても清正が死去した1611年まで）存続していたことが知られている。
戦後に大老格の家が宇喜多秀家は改易、毛利・上杉は大幅に減封されたため外され、徳川に従属する前田と小早川のみとなり、家康は豊臣家抜きに自身の政治権力を築き上げていく。また、前田玄以を除く五奉行も粛清された。
家康は慶長8年（1603年）に朝廷から征夷大将軍に任命され、徳川氏による江戸幕府が成立した。この時点で豊臣政権が終焉し、江戸幕府による一元支配が成立したという見解もあるが、2000年代に笠谷和比古は江戸幕府と豊臣政権の2つの「公儀」が並立していたという「二重公儀論」を提唱した。白峰旬はこの時期においても豊臣氏が諸国の大名に普請を行うよう命じた例などをあげている。ただし二重公儀論は研究者において広く受容されたわけではなく、批判もある。
慶長19年（1614年）からの大坂の陣において、豊臣氏は江戸幕府により滅ぼされた。これにより豊臣政権は名実ともに消滅した。

## 特徴

### 基本構造
豊臣政権は、前政権の織田政権と同じく、君主である秀吉に権力が集中する形態を取っている。秀吉の治世としては太閤検地や刀狩令など日本全国の土地や民衆のすべてを管理する中央集権となっている。当時は徳川氏・毛利氏・上杉氏ら100万石を超える旧族系の大大名がおり、また、旧主の織田家、かつての同僚だった前田家・丹羽家・蒲生家も大領を有していたが、秀吉は独裁的な権力をふるい、自身の子飼いを奉行として政策を実行させた。
秀吉は大名統制を強化し、織田信雄を改易（のち数万石の小大名で再興）、蒲生秀行や丹羽長重を大幅に減封した。さらに徳川氏（駿河府中）や上杉氏（越後春日山）、伊達氏（出羽米沢）を国替えにし、毛利氏の分家の小早川氏には養子（後の小早川秀秋）を派遣した。薩摩の島津氏には島津義久と島津義弘の両殿体制にさせ秀吉は、義弘を優遇した。さらに島津歳久を討たせた。加賀尾山の前田利家に越中三郡を加増の際には、利家でなく前田利長宛とし権力の一極集中を防いだ。
また、秀吉は当初は征夷大将軍への就任に意欲を示したとも言われているが実現せず、代わって偶発的事情から得た関白の地位を武家である豊臣氏による世襲制度（公家である藤原氏の五摂家を排除）に変更して、幕府制度に代わる武家関白制（ぶけかんぱくせい）とも言うべき体制を導入しようとしたと考えられている。豊臣秀次への関白位譲渡も引退を目的としたものではなく、関白位の豊臣氏世襲を宣言するものであり実権は依然として秀吉が保持した。更に豊臣氏宗家以外の諸家にも公家の家格に準じた仕組（武家清華家など）を導入して統制しようとしていたとする説もある。しかし秀吉には子がほとんどできず、また数少ない親類である豊臣秀長・豊臣鶴松・豊臣秀保・豊臣秀勝らが次々に死去したことは、豊臣政権の藩屏となる親族勢力が極めて弱体化する結果を招いた。秀吉は甥である豊臣秀次を関白に就任させるなどし、これを名実共に後継としていたが、実子である豊臣秀頼の誕生ののち、秀次とその家族を粛清した。秀吉が死亡した段階で、豊臣家の一族と呼べるものは高台院の親類である木下氏のみであったが、木下氏の各人はそれぞれが高い知行を得ているわけでもなく、政治・政権に深く関与しているわけでもなかった。

### 羽柴氏・豊臣姓下賜
中世社会では将軍の実名（諱）の一字を授ける偏諱授与が盛んであった。秀吉については「秀」字は小早川秀秋・結城秀康・徳川秀忠など養子に多く、「吉」字は大谷吉継など子飼い大名に多く、新規臣従大名には例が少なかった。代わって羽柴氏や豊臣姓の下賜を積極的に行い、諸大名は羽柴名で署名を行うなど擬制的ではあるが羽柴一族・豊臣氏としての一体感を演出し、秀吉は氏長者として諸大名の統制を図った。「武家関白」は関白と武家の棟梁という2つの権門が融合した存在と言え、秀吉はその権限に基づいて配下に対して官位推挙を行ってきたが、豊臣賜姓以降は手続においては官位推挙と豊臣姓下賜を同時に行っている。これは形式面においては氏長者の持つ氏爵推挙の権限を踏襲・拡大したものであると言え、諸大名との一体感演出と支配・統制のために敢えて取り入れたものと考えられている。
- 羽柴氏#羽柴名字を称した人物を参照。
- 豊臣氏#豊臣姓を称した者のリスト（暫定）を参照。

### 武家官位制
秀吉の従一位・関白・太政大臣への昇進に伴い、一族のみならず武家公卿が誕生した。豊臣政権を通じた従属諸大名の官位昇進は統御の一環として利用された。（公卿とは官職で参議以上、位階で三位以上であり、大臣は○○公、その他の公卿は卿と呼ばれた）
- 1565年（永禄8年）の武家公卿

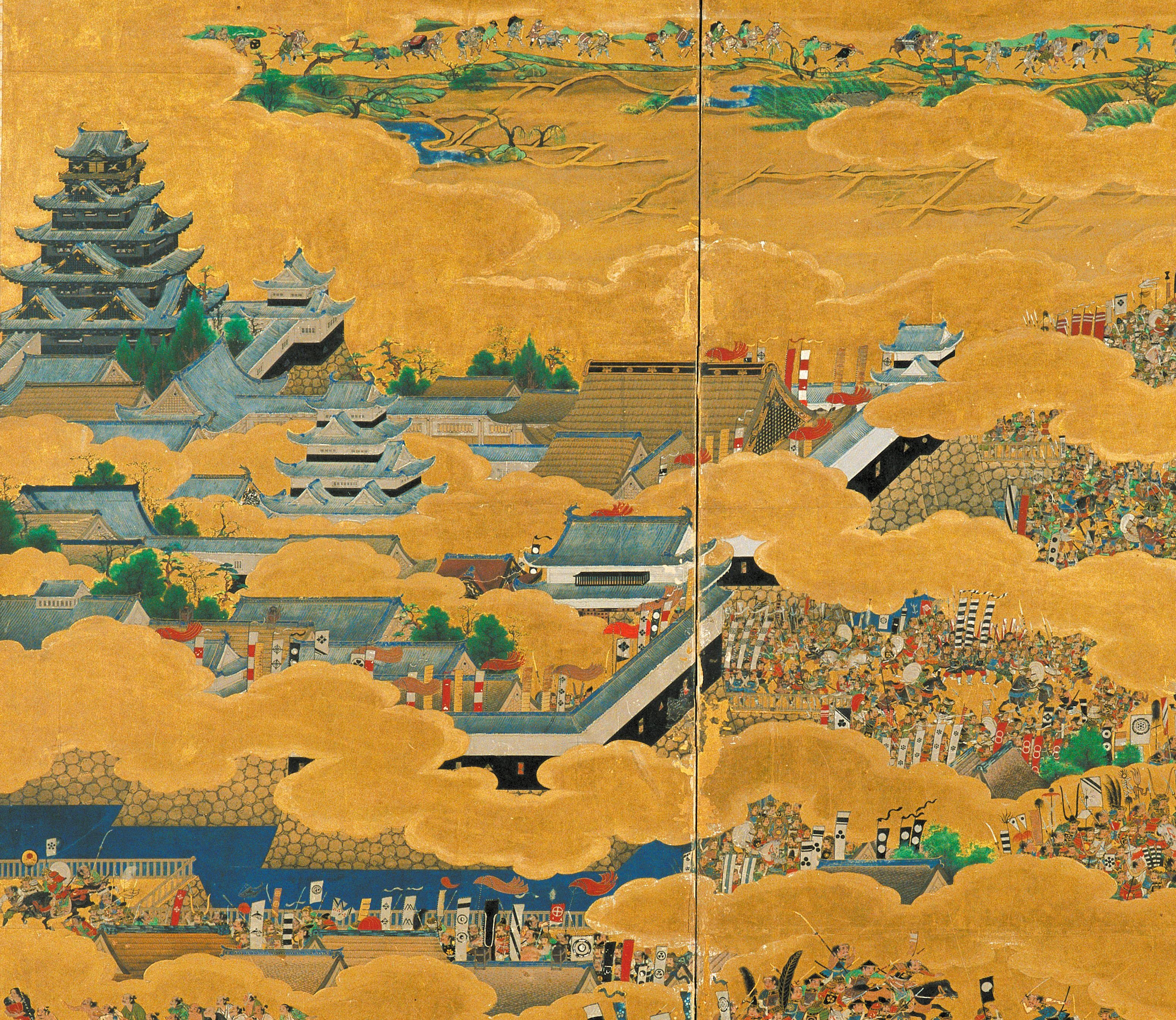
大坂城『大坂夏の陣図屏風』

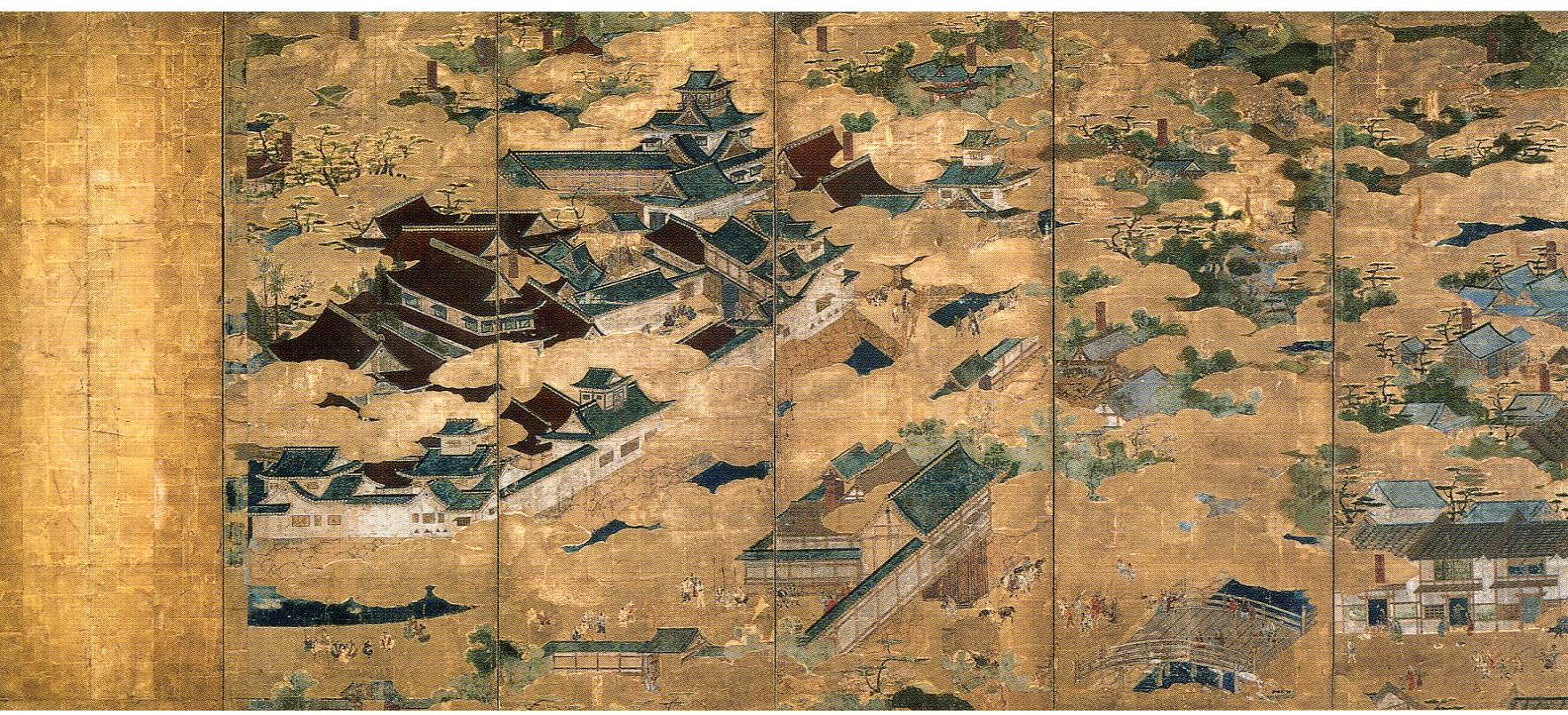
聚楽第『聚楽第図屏風』（三井記念美術館所蔵）

  - 足利義輝（当年死去）、北畠具教、姉小路良頼。
- 1582年（天正10年）の武家公卿
  - 織田信長（当年死去）、織田信忠（当年死去）、足利義昭。
- 1598年（慶長3年）の武家公卿
  - 太政大臣：豊臣秀吉（当年死去）。
  - 内大臣：徳川家康。
    - 前権大納言：前田利家。

  - 権中納言：織田秀信、上杉景勝、毛利輝元、豊臣秀頼、前田利勝（利長）。
    - 前権中納言：小早川秀秋、徳川秀忠、宇喜多秀家。

  - 参議：結城秀康、毛利秀元、丹羽長重、織田秀雄。

秀吉により武家公卿が増えた分、公家が公卿から外れ公武摩擦の不安定要因となり、最終的に徳川家康が1611年（慶長16年）に武家官位を朝廷官位の定員外とすることで決着した。

#### 家格による大名統制
また、秀吉による大名編成は「家格」方式も採用された。公家において摂関家・清華家・羽林家・名家と家格制があるように、羽柴関白家・武家清華家（「清華成」）を形成し従五位侍従の国持大名からなる「公家成」やその下に置かれた豊臣譜代の諸将や小大名からなる「諸大夫成」とは格差を付けた。1588年（天正16年）初頭の武家公卿は一族の秀吉・秀長・秀次を除くと、織田信雄・足利義昭・徳川家康・宇喜多秀家。
以後、権威確定にともない主家筋の織田信雄・足利義昭が失脚すると徳川家康・宇喜多秀家と一族の羽柴秀俊・羽柴秀保に加えて毛利輝元（1588年）・上杉景勝（1588年）・前田利家（1591年）・織田秀信（1592年）・小早川隆景（1596年）が清華成（清華家並の家格を得ること、大臣まで昇進可能な家格となる）した。これらの格差が後の五大老制に通じることとなった。
豊臣政権において秀吉が武家を清華成させた意義としては、「天下統一への恩賞」、「摂関家である豊臣宗家との格差明示」、「当初は家格の高かった足利将軍家・織田信雄家・徳川家康家を他家の引き上げにより埋没させるため」、「摂関家参加の宴席には武家は原則参加できなかったため、これら中世の慣習に対応」などである。

### 財政

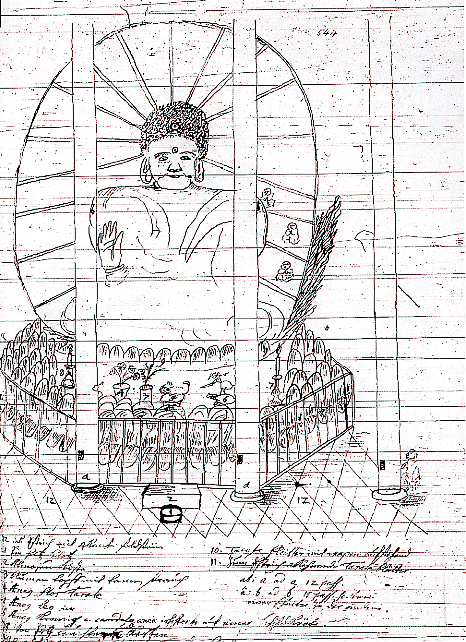
エンゲルベルト・ケンペルの方広寺大仏（京の大仏）のスケッチ。ただし描かれている大仏は江戸時代に再建されたもので、豊臣秀吉が造立した頃の大仏ではない。

豊臣宗家の所領（摂津ほか直轄領および蔵入地）は、全国合わせて222万石と、最大の大名徳川家康が関東で支配していた250万石とほぼ同程度の石高であった（ただし、家康の石高には井伊ら家臣と松平忠吉ら一門の知行を含むため、直轄領だけで比べると豊臣家のほうが勝る）。その他に、全国の主要金山・銀山、堺や博多などの拠点を支配していたため、財政的にはぬきんでていた。また子飼いの武将達と蜂須賀・山内・浅野らいわゆる織豊大名を近畿四国・東海東山の要地に封じていたため、豊臣宗家の軍事力自体は石高以上のものがあった。
しかし後年の江戸時代に比べると、200万石クラスの徳川家、100万石クラスの毛利家・上杉家をはじめとする複数の大大名が存在しており、さらに彼らは政権中枢部で一定の役割を果たすなど、政権に対する影響力も持っていた。一方で蔵入地の多くは諸大名の所領内に設定され、その管理も彼らに丸投げ状態であり、関ヶ原の戦いの戦後処理の段階で諸大名によって吸収されていった。
豊臣氏の権力 (財力) の象徴として方広寺大仏（京の大仏）および大仏殿があり、それの造立には権力誇示の目的もあってか、膨大な資金が湯水のごとく注ぎ込まれた。方広寺大仏殿はかつて日本最大規模の木造建築であったが、世界最大規模の木造建築でもあったとする見解もある。

### 外交政策
対外政策としては明に替わり日本がその中心になる華夷思想を打ち出し、ルソン・琉球国・高山国（当時、台湾に存在すると考えられていた国）・李氏朝鮮などに服属と朝貢を求める武威を背景にした強硬政策を推進している。特に朝鮮に対しては「服属」を強く求めると共に「征明の先導」（征明嚮導）を求めた。しかし朝鮮の立場は建国以来、明の従属国であり、その外交方針をここで変える意思はなかった。交渉に当たった対馬の宗氏は、これを何とか穏便に済まそうとして、秀吉が求める「朝貢使」の派遣を秀吉の全国統一の「祝賀使」の派遣に置き換えて要請すると、朝鮮としても日本側の状況を探りたい事情もあり使者を派遣した（賊探使）。もっとも朝鮮側にしてみれば使者は表向きが「祝賀使」であり実態は「賊探使」に過ぎず、秀吉に対して「朝貢」したつもりも「服属」したつもりも無かった訳だが、この朝鮮使を宗氏は「朝貢使」と称して秀吉に謁見させると、秀吉からしてみると、要求に応じ「朝貢使」を派遣し「服属」してきた朝鮮に、以前からの要求通り征明の先導（征明嚮導）を命じた。これを宗氏は「征明の先導」の要求を「途（みち）を仮（か）す」（假途入明）と置き換えて要請した。しかし、明に服属する朝鮮に要求に応じる気配はなかった。これは秀吉にしてみれば朝鮮が「服属」の誓約違反を犯したことになる。このためまず朝鮮を攻めることになった。この大陸侵攻・朝鮮出兵は戦争途中で秀吉の死によって終結する。
またバテレン追放令をだすなどキリスト教を禁ずる一方で、ヨーロッパとの交易は盛んに推進した。

### 終焉期
秀吉は自らの死期が近づいたことを知ると、後継者の秀頼における豊臣政権を磐石なものとするための体制作りを図った。
秀次事件以降、連署を行なった六人の有力大名のうち小早川隆景は死去していたが、徳川家康・前田利家・上杉景勝・毛利輝元・宇喜多秀家を五大老に任じて豊臣政権の最高機関とした。いわゆる合議制度であり、この五大老の合議によって天下の諸事が決定されるというものであった。しかしながら､秀吉が望んでいたのは合議制ではなく､徳川と前田による｢内府・大納言体制｣であったとする学説もある｡
また、検地などの事務的な処理に関しては、秀吉子飼いの家臣である石田三成・浅野長政・前田玄以・増田長盛・長束正家らいわゆる五奉行によって執行された。そして、この五大老と五奉行の調整・監視役として堀尾吉晴・中村一氏・生駒親正らが三中老を務めた。
しかし、この制度は秀吉亡き時代の豊臣政権を維持することは出来なかった。秀吉という独裁者が存在しなくなると、豊臣政権の力を統合できる人間は誰もいなくなり、諸大名はおのおのの意志で行動するようになった。五大老の中でも特にその勢力が抜きん出ていた徳川家康は、秀吉の遺言を破って無断で諸大名と婚姻関係を結ぶなど、他の大老や奉行から非難を受ける活動を行ったが、結局政権内の手段において家康を統制することは出来なかった。秀吉の子飼いである加藤清正、福島正則、石田三成らの家臣団の抗争も勃発した。これらの混乱は関ヶ原の戦いにつながる原因となり、戦勝によって日本一の実力者となった徳川家康の政権構築を招くことになった。

### 二重公儀体制論
先述の通り笠谷和比古は、慶長期に徳川公儀（将軍型公儀）と豊臣公儀（関白型公儀）が並立した「二重公儀体制」を提唱し、秀頼期にも豊臣政権が事実上存続したと指摘する。

## 組織
豊臣政権では、国政の執行官僚としての奉行は当初から存在していたが、体制を定めた体系的な法令は政権末期まで存在しなかった。これは鎌倉・室町・江戸の三幕府においても初期はそうだったのであり、最初に職務とそれに従事する担当者が存在し、その職務担当者が後任によって継承される事によって、はじめて職務に名称がつき、奉行などの職名として定着する。しかし豊臣政権においては、後任になるべき位置にある秀次とその家臣団が存在したものの、秀吉自身が秀次事件で殺害・解体してしまった。そしてその後、体制を固め直すだけの時間的猶予が存在しなかったのである。豊臣政権に続く江戸幕府は、慶長10年代には江戸では後継となる秀忠の元、既に年寄（後の老中）・留守居・老中（後の若年寄）・町奉行らの職制が成立していた。
他大名の政権への統合過程や統合後の統制では取次と呼ばれる役割の者が政権と各個の大名の間に立って統治を仲介した。文禄4年（1595年）に豊臣秀吉は豊臣秀次を謀反を企てたとの理由で切腹させ秀次の部下も粛清した。この権力の空白と幼君の秀頼補佐のために後の五大老の連署を受けて同年「御掟」五箇条と「御掟追加」九箇条を公布し政権機能を制定した。五大老・三中老が置かれ、行政、司法、財政、土木、宗教の担当官として五奉行を設置、また訴訟の受理・聴取を担当する十人衆が設置された。豊臣秀吉が慶長3年（1598年）に死去するとこれらの体制で政権を維持することとなったが、必ずしも法令が機能したとは言えない結果となった。なお「御掟」「御掟追加」の条文は後に江戸幕府の「武家諸法度」に大幅に取り入れられている。
地方においては、朱印状を発行して大名の統治権を改めて認めるという大名知行制を敷いた。室町時代の守護大名は国ごとあるいは郡ごとの一円支配だったのに対し、秀吉は太閤蔵入地を設定して大名の支配を郷村単位の支配としたことに意義がある。各大名は近くにあった太閤蔵入地の米などの納入の義務があった。また、中央政権は太閤蔵入地を通じてその地の財政・内政に関与することができるなど、豊臣政権は地方に発言力があった。大名配置についても、大坂の周辺に譜代の大名を置き、徳川家康を関東に移すなど外様は辺境に置かれた。そして石田三成など政務を執る奉行衆は20万石前後とし、外様には政権参与を原則的に許していないなど、政務者と軍事力の分離が図られた。
豊臣政権の財政基盤は、以下の三つである。第一に、上記に掲げた太閤蔵入地約222万石、第二に、直轄領とした金山・銀山（石見大森銀山、但馬生野銀山）から上がる金銀の収益（金銀の収益を背景に、平安時代に発行された皇朝十二銭以来となる国内発行の貨幣（天正大判・天正通宝）を発行）、第三に、商業が発達した都市（大坂、堺、京都、伏見、長崎）を直轄地とすることから上がる収益であった。

### 政権後期の役職
- 関白(豊臣秀吉→豊臣秀次)
- 五大老(徳川家康、前田利家、毛利輝元、宇喜多秀家、上杉景勝)
- 五奉行(浅野長政、石田三成、増田長盛、長束正家、前田玄以)
- 三中老(生駒親正、堀尾吉晴、中村一氏）
- 京都所司代(前田玄以)
- 取次
- 御伽衆
- 七手組